# Брюссельманс, Герман
Герман Франц Марта Брюссельманс (нидерл. Herman Brusselmans; род. 9 октября 1957, Хамме, Бельгия) — бельгийский писатель, поэт и фельетонист.

## Биография

### Юность
Герман Брюссельманс родился в 1957 году в Хамме в семье торговцев скотом. Брюссельманс в детстве был хорошим футболистом и даже играл в профессиональном клубе «Локерен». Когда ему исполнилось 18 лет, ему пришлось, однако, сделать выбор между учёбой и футболом. Он поступил в университет и учился на филологическом факультете Гентского университета, где он всерьёз заинтересовался литературой. Получив диплом, он начал работать библиотекарем в Брюсселе.

### Карьера
В 1980-е годы он начал писать автобиографическую прозу и в 1985 году написал свой первый успешный роман «Мужчина, который нашёл работу» (нидерл. De man die werk vond). В этой книге речь, написанной в тот период, когда Брюссельманс находился в алкогольной и наркотической зависимости, речь идёт о библиотекаре-неудачнике, который весь день пьёт и фантазирует об одной официантке. Эта печальная книга, многими признающаяся лучшей у писателя, хорошо объясняет устройство бельгийской бюрократии 1980-х годов.  В 1998 году он написал продолжение «Ещё три раза спать и я проснусь» (нидерл. Nog drie keer slapen en ik word wakker), а в 2010 году третью часть — «Медленнее скорости» (нидерл. Trager dan de snelheid).
Герман Брюссельманс, вместе с Томом Лануа и Кристин Хеммерехтс, представлял новое поколение фламандских писателей. Его произведения почти всегда автобиографичны, часто его темами становятся секс, алкоголь, сигареты и скука обыденной жизни. Он также иногда описывает крестьянский быт, в атмосфере которого он рос в 1960-е годы, например в книге «Конец человечества» (нидерл. Het einde van de mensen, 1967), в которой он соединяет четыре коротких рассказа.
Брюссельманс часто становился объектом критики. Неудовольствие рецензентов вызывала монотонность его книг, а также вульгарный, сниженный язык и подчёркнутая сексуальность его текстов. Темой многих его книг  стало изображение жизни модного писателя, в них он нередко чувствительно задевает своих коллег. Из-за многочисленных появлений в СМИ критики отказывают ему в звании серьёзного писателя, что, однако, не мешает его книгам быть популярными, особенно у молодой аудитории.
Брюссельманс продуктивный автор, иногда пишущий по две книги в год. Его творчество охватывает более 50 книг. В 2007 и 2008 году он написал трилогию о писателе из богемы Данни Муггепуте («Муггепут» (нидерл. Muggepuut), «Совершенная головная боль» (нидерл. De perfecte koppijn) и «Тос» (нидерл. Toos). Брюссельманс затрагивает такие темы, как Вторая мировая война, экстремальный секс и общественная жизнь.

### Публичная активность
Брюссельманс добился известности также благодаря регулярному появлению в теле- и радиопередачах. В 1991 году у него была собственная рубрика в телевизионной юмористической программе «Дом недоверия» (нидерл. Het huis van wantrouwen). В этой программе он прославился своими шутливыми высказываниями. Его часто приглашают на всякие ток-шоу и в дискуссионные программы, потому что он не боится высказывать откровенно своё мнение. Он писал на заказ для ныне не существующего сатирического журнала «Молчун» (нидерл. De zwijger), кроме того, каждую неделю у него выходит фельетон в популярном юмористическом журнале «Юмо». В середине 1990-х годов он читал свои фельетоны на голландском радио VPRO. Из-за провокационных высказываний у него иногда возникали трудности: например, он высказал оскорбительный комментарий о модельере Анн Демёлеместер в книге «Uitgeverij Guggenheimer». Она затеяла судебный процесс против Брюссельманса, и его книга на некоторое время исчезла с прилавков магазинов.
В 2007 году роман Брюссельманса «Экс-ударник» был экранизирован фламандским режиссёром Куном Мортиром. Общественное мнение об этом фильме сильно разделилось, и критики сочли фильм неудачным.
В 2014 году он был членом жюри в телевизионной программе «De Slimste Mens Ter Wereld». Присутствие Брюссельманса в этой программе очень понравилось телезрителям Фландрии, потому что он в ходе программы отпускал вульгарные шутки об участниках. Никто не знал, был ли он серьёзным или нет. Его часто приглашают в качестве аналитика, когда происходят важные футбольные встречи.
В 2025 году Брюссельманс был оправдан уголовным судом Гента по обвинениям в отрицании Холокоста, расизме и подстрекательстве к ненависти, несмотря на протесты еврейских организаций по поводу его агрессивных антисемитских высказываний.

### Личная жизнь
В 1981 году он женился на Глории Ван Иддерхем, в 1986 они вместе поселились в Генте, но в 1991 году развелись. Потом он познакомился, по его словам, с самой важной женщиной своей жизни Таней Де Меценаре. Они поженились в 2005 году, но через шесть лет их брак распался. Они развелись, однако по-прежнему поддерживают прекрасные отношения и, по мнению Брюссельманса, являются родственными душами. После развода Брюссельманс хотел прекратить писательскую карьеру, но через год снова взялся за перо.

## Дополнительная информация
• Герман Брюссельманс был одним из постоянных гостей на футбольном ток-шоу «Studio 1 op zondag» c Франком Расом. Публика обожала Брюссельманса из-за острого и полного юмора анализа игры футболистов. Брюссельманс обращает внимание не только на технику футболиста, но и на внешний вид.

• В 2005 году он занял 180 место во фламандском списке выборов «De Grootste Belg» (Самый величественный бельгиец).

• В юмористической программе «Chris&Co» Крис Ван Ден Дурпел спародировал его.

• Вместе с Луком Алло он создал футбольную программу «De kleedkamer» по спортивному каналу «Sporting Telenet».

### Романы
• 1984: Prachtige ogen

• 1985: De man die werk vond

• 1986: Heden ben ik nuchter

• 1987: Zijn er kanalen in Aalst?

• 1989: Dagboek van een vermoeide egoïst

• 1990: Vlucht voor mij

• 1991: Ex-schrijver (Plotseling gebeurde er niets 1)

• 1993: Ex-minnaar (Plotseling gebeurde er niets 2)

• 1994: Ex-drummer (Plotseling gebeurde er niets 3) (Экс-ударник)

• 1994: Het oude nieuws van deze tijden

• 1995: De terugkeer van Bonanza (Guggenheimer 1)

• 1995: Vrouwen met een IQ

• 1996: Autobiografie van iemand anders

• 1996: Guggenheimer wast witter (Guggenheimer 2)

• 1997: Zul je mij altijd graag zien?

• 1997: Logica voor idioten

• 1998: Nog drie keer slapen en ik word wakker (De man die werk vond 2)

• 1999: Het einde van mensen in 1967

• 1999: Uitgeverij Guggenheimer (Guggenheimer 3)

• 2000: Vergeef mij de liefde (Iedereen is uniek behalve ik 1)

• 2001: Pitface

• 2002: De kus in de nacht (Iedereen is uniek behalve ik 2)

• 2002: Mank

• 2003: De droogte

• 2004: Ik ben rijk en beroemd en ik heb nekpijn (Iedereen is uniek behalve ik 3)

• 2004: In de knoei

• 2005: Het spook van Toetegaai

• 2007: Muggepuut (Muggepuut 1)

• 2007: De perfecte koppijn (Muggepuut 2)

• 2008: Toos (Muggepuut 3)

• 2008: Een dag in Gent

• 2009: Mijn haar is lang

• 2009: Kaloemmerkes in de zep

• 2010: Trager dan de snelheid (De man die werk vond 3)

• 2011: Van drie tot zes

• 2011: De biografie van John Muts

• 2012: Watervrees tijdens een verdrinking

• 2012: Guggenheimer in de mode (Guggenheimer 4)

• 2013: Mogelijke memoires

• 2013: De qualastofont

• 2014: Poppy en Eddie

• 2014: Zeik

• 2014: Poppy en Eddie en Manon

### Новеллы
• 1988: Iedere zondag sterven en doodgaan in de week

• 2006: De dollartekens in de ogen van Moeder Theresa

• 2007: Het team der wezen

• 2007: Kwantum

• 2008: Over mijn vrouw

• 2009: Stationsroman

• 2014: Waarom België (geen) wereldkampioen wordt

### Рассказы
• 1982: Het zinneloze zeilen

• 1992: Het mooie kotsende meisje

• 1998: Bloemen op mijn graf

• 2000: In onze barre prachtige tijden

• 2002: Patiënt HB

### Другое
• 1988: De geschiedenis van de Vlaamse letterkunde

• 1989: De geschiedenis van de wereldliteratuur (фельетоны)

• 1989: De Canadese muur (подиум, вместе с Томом Лануа)

• 1997: Meisjes hebben grotere borsten dan jongens (детская поэзия)

• 1997: Doch verder geen paniek (цитаты, составлены Гердом Де Леем)

• 1997: Wie is Herman Brusselmans en waarom? (сборник для дня рождения, составлен Эдом Ваном Эденом)

• 2000: De koffer (комикс)

• 2004: Heilige schrik (фельетоны)

• 2007: Nog steeds geen paniek (цитаты, составлены Гердом Де Леем)

• 2010: Vragen van liefde

## Фильмы

### Актерские работы
• 1994: La vie sexuelle des Belges 1950—1978

• 1996: Camping Cosmos
• 2004: Het Geslacht De Pauw

### Экранизации
• 2007: Экс-ударник